# فيصل العيسى
فيصل العيسى (1985 -)، ممثل ومذيع سعودي. ذاع صيته بعد قيامه ببطولة مسلسل «شباب البومب» الذي قدم منه 13 جزءاً عرضت على التوالي في شهر رمضان، وهو المسلسل السعودي والخليجي الأكثر مشاهدة في يوتيوب.

## مشواره الفني
بدأ العمل في المجال الفني وهو في الثامنة من عمره مقدماً في برامج الأطفال في تلفزيون جدة بصحبة شقيقاته الصغار. وبعام 1997 دخل التمثيل وذلك بمشاركته بعدد من الأدوار الصغيرة ببعض حلقات المسلسل المنفصل طاش ما طاش مع الثنائي ناصر القصبي وعبد الله السدحان ومن ذلك شارك بأجزاء أخرى من المسلسل بسنوات مختلفة، بالإضافة لمشاركته بالعديد من الأعمال المسرحية بالمهرجانات الصيفية وغيرها، كما شارك بالعديد من المسلسلات كوميدية ودرامية وهادفة ظهر نجاحه في التلفزيون بدور البطولة المطلقة في مسلسل شباب البومب في عام 2012.
قدّم عدة برامج منها برنامج «سوالف» في عام 2009 على القناة الرياضية السعودية، وفي عام 2010 قدّم برنامج المكعب على التلفزيون السعودي.

## أعماله

### في التلفزيون
- 1997: الوهم
- 1998: زمن المجد.
- 1999: طاش ما طاش 7.
- 1999: خلك معي. الجزء الرابع
- 2000: طاش ما طاش 8.
- 2000: خلك معي الجزء الخامس
- 2000: شؤون عائلية 2.
- 2001: السحارة
- 2001: المقامات الصحراوية.
- 2002: خلف خلاف 2.
- 2002: أجيالك يا وطني.
- 2003: يوميات راشد.
- 2003: طاش ما طاش 11.
- 2004: طاش ما طاش 12.
- 2004: أبو العصافير.
- 2005: نهاية طريق.
- 2005: طاش ما طاش 13.
- 2006: طاش ما طاش 14.
- 2006: خذ وخل
- 2007: طاش ما طاش 15.
- 2009: طاش ما طاش 16.
- 2009: أيام السراب.
- 2009: أقارب وثعالب.
- 2010: طاش ما طاش 17.
- 2010: رحلة المليون.
- 2012: شباب البومب.
- 2013: شباب البومب 2.
- 2014: شباب البومب 3.
- 2015: شباب البومب 4.
- 2016: شباب البومب 5.
- 2017: شباب البومب 6.
- 2018: شباب البومب 7.
- 2019: شباب البومب 8.
- 2019: قلبت جد.
- 2020: مامجي.
- 2021: وش تبي بس.
- 2021: شباب البومب 9.
- 2022: شباب البومب 10.
- 2023: شباب البومب 11.
- 2024: شباب
البومب 12.
- 2025: شباب
البومب 13.

### في المسرح
- 2013: شباب البومب.[4]
- 2014: سعودي قوت تالينت
- 2015: شعللنا الدوري.[5]
- 2016: مدرسة 5 نجوم.[6]
- 2022: يلا بوليفارد. عرضت في موسم الرياض 2022.[7]

### في السينما
- 2010: أم عبيد.
- 2024: شباب البومب.[8]
- 2025: شباب البومب 2.[9]

## وصلات خارجية
- فيصل العيسى على موقع IMDb (الإنجليزية)
- فيصل العيسى على موقع قاعدة بيانات الأفلام العربية